# 림정심

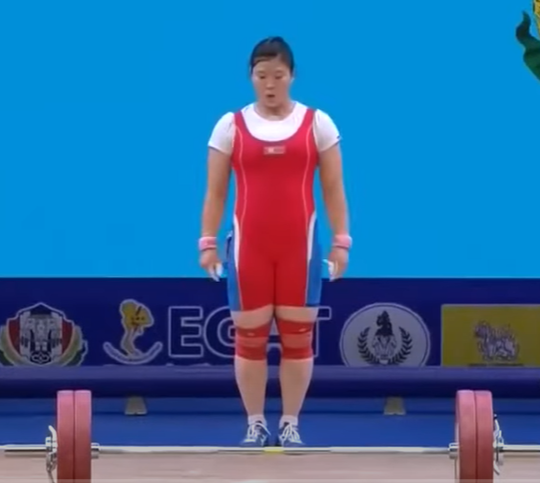

림정심(林貞心, 1993년 2월 5일 ~ )은 조선민주주의인민공화국의 역도 선수이다. 그의 키는 162cm이고 몸무게는 74kg이다. 그녀는 2012년 하계 올림픽 여자 69kg 부문에서 금메달을 획득했고 2016년 하계 올림픽 여자 75kg 부문에서 금메달 획득했다.